# Parafia Najświętszego Serca Pana Jezusa w Czerwionce-Leszczynach
Parafia Najświętszego Serca Pana Jezusa – rzymskokatolicka parafia znajdująca się w Czerwionce-Leszczynach. Parafia należy do dekanatu Dębieńsko i archidiecezji katowickiej.
Parafia została erygowana 1 sierpnia 1925 roku.

## Proboszczowie
- ks. Jan Komraus kuratus (1923–1925), proboszcz (1925–1948)
- ks. Eryk Juraszek administrator (1948–1957), proboszcz (1957–1975)
- ks. Justyn Oleś (1975–1980)
- ks. dziekan Feliks Hanusek (1980–2000)
- ks. Antoni Szczypka (2000–2023)[1]
- ks. Tomasz Żołna administrator (2023–2024), proboszcz (od 2024)[2]

## Grupy parafialne
Na terenie parafii działa kilka grup parafialnych:
- Rada parafialna,
- Dzieci Maryi,
- Franciszkański Zakon Świeckich,
- Ministranci,
- Zespół Charytatywny,
- Żywy Różaniec.
- Schola parafialna[4]